# Lepattintva
A Lepattintva (eredeti cím: Forgetting Sarah Marshall) 2008-as amerikai romantikus filmvígjáték, amelyet Jason Segel forgatókönyvéből Nicholas Stoller rendezett. A főszerepben Jason Segel, Kristen Bell, Mila Kunis és Russell Brand látható.
Az Amerikai Egyesült Államokban 2008. április 18-án mutatták be.

## Cselekmény
A film főszereplője Peter Bretter, egy tévéműsor zeneszerzője. Ebben a tévéműsorban barátnője, Sarah Marshall játssza a főszerepet. Öt év kapcsolat után Sarah szakít Peterrel. Peter ettől szomorú lesz, és Hawaii-ra utazik. A problémák akkor kezdődnek, amikor Sarah is felbukkan a szigeten az új barátjával.

## Szereplők
| Színész             | Szerep                       | Magyar hang     | Magyar hang     |
| Színész             | Szerep                       | 1. szinkron     | 2. szinkron     |
| ------------------- | ---------------------------- | --------------- | --------------- |
| Jason Segel         | Peter Bretter                | Széles Tamás    | Széles Tamás    |
| Kristen Bell        | Sarah Marshall               | Zsigmond Tamara | Zsigmond Tamara |
| Mila Kunis          | Rachel Jansen                | Pikali Gerda    |                 |
| Russell Brand       | Aldous Snow                  | Posta Victor    | Posta Victor    |
| Bill Hader          | Brian Bretter                | Gáspár András   | Gáspár András   |
| Jonah Hill          | Matthew Van Der Wyk          | Kerekes József  | Kerekes József  |
| Liz Cackowski       | Liz Bretter                  | Kökényessy Ági  | Kökényessy Ági  |
| Da'Vone McDonald    | Dwayne                       | Bognár Tamás    |                 |
| Jack McBrayer       | Darald Braden                | Simonyi Balázs  |                 |
| Maria Thayer        | Wyoma Braden                 | Vadász Bea      |                 |
| Paul Rudd           | Chuck / Kunu                 | Lux Ádám        |                 |
| Jason Bateman       | "állati ösztön nyomozó"      | Moser Károly    |                 |
| William Baldwin     | önmaga / Hunter Rush nyomozó | Bozsó Péter     | Bozsó Péter     |
| Teila Tuli          | Kimo                         |                 |                 |
| Branscombe Richmond | Keoki                        | Makranczi Zalán |                 |
| Kristen Wiig        | Prana                        |                 | Koffler Gizella |

## Fogadtatás
A film pozitív kritikákban részesült. A Rotten Tomatoes oldalán 83%-ot ért el, 185 kritika alapján. A Metacritic honlapján 67 pontot ért el a százból, 37 kritika alapján. A CinemaScore oldalán átlagos minősítést ért el.
A Chicago Tribune kritikusa, Matt Pais pozitívan értékelte. Richard Roepertől szintén pozitív kritikát kapott a film, és felkerült az "50 legjobb vígjáték" listájára.
Az Entertainment Weekly magazinban is pozitív kritika jelent meg," illetve Mick LaSalle, a San Francisco Chronicle kritikusa is dicsérte.

## Fordítás
- Ez a szócikk részben vagy egészben  a   Forgetting Sarah Marshall című angol Wikipédia-szócikk fordításán alapul.  Az eredeti cikk szerkesztőit annak laptörténete sorolja fel. Ez a jelzés csupán a megfogalmazás eredetét és a szerzői jogokat jelzi, nem szolgál a cikkben szereplő információk forrásmegjelöléseként.